# Barbro Gardberg
Barbro Johnsdotter Gardberg, född 6 december 1924 i Helsingfors, död 26 mars 2011 i Mjölbolsta, var en finländsk textilkonstnär. 
Gardbergs textilproduktion är omfattande, med största betoning på transparanger. Hennes kyrkotextiler kan hittas i flera kyrkor och kapell, bland annat i Åbo domkyrka, Tenala kyrka, Bromarvs kyrka samt Sankta Katarina kyrka i Karis. 
Gardberg var flitigt anlitad som lärare och höll kurser i bandvävning både i Finland och utomlands, på Island, i Norge, Sverige och i Estland. Hon forskade i historiska band, vävar, symboler och ornamentik och gjorde banbrytande forskning om forntextiler i de nordiska länderna och i Baltikum. Hon höll åtskilliga utställningar både i Finland och utomlands. Hennes textiler finns också i Svenska kyrkan i Tallinn, i Nuckö kyrka i Estland och på Island. Hon tilldelades Karis kulturpris 1992.
Barbro Gardberg finns representerad vid Nationalmuseums samlingar.